# Resolució 2070 del Consell de Seguretat de les Nacions Unides
La Resolució 2070 del Consell de Seguretat de les Nacions Unides fou adoptada per unanimitat el 12 d'octubre de 2012. Després de reconèixer que la situació de seguretat a Haití havia millorat després del terratrèmol de 2010, tot i mantenir-se fràgil el Consell va ampliar el mandat de la Missió d'Estabilització de les Nacions Unides a Haití (MINUSTAH) durant un any fins al 15 d'octubre de 2013, alhora que els seus efectius militars eren reduïts a 6.270 efectius i els policials a 2.601 efectius.
El Consell va valorar molt positivament el nomenament d'un nou primer ministre i els canvis constitucionals a Haití. Malgrat això, havien augmentat les bandes de delinqüents i continuaven sent una amenaça, ja que cometien greus crims contra la població, inclosos els nens. Alhora, encara hi havia 390.000 persones desplaçades que depenien de l'ajuda humanitària. El Consell també va encomanar els esforços en reduir l'epidèmia de còlera i les mediacions de Bill Clinton.